# 以色列安全內閣
國家安全事務部長委員會（希伯來語：ועדת השרים לענייני ביטחון לאומי），通常被媒體和公眾稱為「以色列安全內閣」（希伯來語：הקבינט המדיני-ביטחוני），是以色列的一個特別部長委員會，主要負責制定政府的外交與安全政策，並推動政策的實施。
該委員會由以色列總理主持，常設成員包括外交部長、國防部長、國家安全部長、財政部長和司法部長，其餘成員則由總理任命。在日常情況下，委員會的主要任務是協調外交談判；而在緊急時期，例如戰爭或危機發生時，則需就國家安全相關議題作出關鍵決策。2018年修訂的《基本法：政府》進一步擴大委員會的權限，允許政府授權其作出宣佈戰爭或採取軍事行動的決定。委員會成員必須深入理解其所參與議題的重要性及相關決策的影響。2021年4月13日，司法部長向政府秘書提交法律意見指出，由於司法部長是法定成員之一，在固定人選未定的情況下，內閣不得作出決策，除非是緊急事件。
由於委員會成員數量眾多，有時會成立更小型的非正式討論組，稱為「廚房」或「小廚房」。這個名稱源於戈爾達·梅爾擔任總理期間，她經常與高級部長在自家廚房內商討國家大事。需要注意的是，雖然被稱為「內閣」，但這個組織與一般政府內閣不同，本質上只是一個專責部長委員會。

## 歷史

### 安全事務部長級委員會
在第一次以阿戰爭期間，曾提出設立一個部長委員會來監督戰爭的進行。然而，當時的總理兼國防部長大衛·本-古里安強烈反對此提議，因為他不希望與其他政治力量，特別是「錫安勞動統一運動」的人分享他在戰爭管理中的地位。從1950年代起，以色列政府內設有外交與安全事務部長委員會，後來改名為「安全事務部長級委員會」。這個委員會的會議不定期進行，並且沒有固定的工作程序或討論規範。有時，政府會以「安全事務部長級委員會」的名義集結，來確保討論的保密性。在本-古里安擔任總理期間，這個委員會的地位和權力相對較低，甚至在某些重大軍事行動中，會被忽視，這點可以從他在發動第二次以阿戰爭時對委員會的忽略中看出。
在組建以色列第十屆政府的過程中，獲得組建政府任命的列維·艾希科爾同意以色列·加利利和「工人統一黨」的成員要求，設立一個「安全事務部長級委員會」，並且這個委員會將由國防部長主導，成員組成與政府相同。隨著艾希科爾於1963年接任總理，該委員會的地位提升，並開始更頻繁且制度化地召開會議。歷史學家亞當·雷茲指出，1961年設立國家安全事務部長委員會是以色列政治高層內部關於以色列核計劃的重要爭議中的一個關鍵步驟，這一爭議要求對這一計劃進行監督，而這項計劃在此前一直由本-古里安和希蒙·佩雷斯完全掌控，將其他政治體系完全排除在外。
在1967年六日戰爭前的準備階段，軍方要求迅速進行軍事行動，而政治領袖則採取更為謹慎的立場。1967年6月2日，擴大版的國家安全事務部長委員會（包括總理、十名部長和一名副部長）與軍事參謀本部會議，期間表達不同的立場。這場會議被稱為「將軍叛亂」，由於軍方領袖阿里埃勒·沙龍和馬蒂·佩萊德對政府的猶豫不決提出批評，指責政府未能及時進行預防性打擊。會議結束後，總理艾希科爾拒絕參謀總長伊扎克·拉賓要求立即召開政府會議並決定開戰的要求，並宣佈政府將於6月4日按照既定時間開會。
在六日戰爭結束後，國家安全事務部長委員會決定印製一張顯示戰爭停火線的以色列地圖，並刪除「綠線」，但由於部長伊斯雷爾·巴爾齊萊的反對，該決定最終由政府討論並確認。
在以埃消耗戰爭期間，以色列最初避免對埃及深處進行空襲，以避免衝突升級並考慮到美國的反應。然而，以色列駐美大使伊扎克·拉賓認為美國政府支持以色列，並願意容忍加劇對埃及的軍事行動。1970年9月19日，拉賓向以色列發送電報，認為美國政府對以色列及其軍事行動表示支持，並暗示美國可能會鼓勵以色列加大軍事行動。隨後，軍方提出於12月中旬發起空襲，並在經過多次討論後，安全事務部長級委員會於次年1月批准兩次初步空襲，啟動「春季行動」，這是一系列針對埃及的高價值目標的空襲行動。

### 戰時內閣
在贖罪日戰爭期間，一個臨時組成的小型部長小組形成，負責在戰爭期間做出重要的核心決策。該小組成員包括時任總理戈爾達·梅爾、國防部長摩西·達揚、副總理伊加爾·阿隆以及部長以色列·加利利。這個小組當時被稱為「以色列戰時內閣」，後來更廣為人知的名稱是「戈爾達廚房內閣」。
在緊急情況下，「戰時內閣」能夠獨立作出決策，而整個政府則僅在事後確認這些決定。由此，引發關於這個小型內閣必要性與職能的爭議。一方面，其內部有意思認為總理和內閣成員不應該單獨作出決策；另一方面，也有內部意思主張這些內閣成員應有權按自己的判斷管理戰爭，而無需尋求任何其他人的批准。

### 國家安全事務部長委員會的成立
在贖罪日戰爭後成立的「阿格拉納特委員會」首次建議設立「國防事務部長委員會」（即「以色列安全內閣」），並授權由總理領導的五名以下部長小組在無法召集完整內閣或政府時，於戰爭期間迅速作出決策。
1999年，以伊扎克·莫德海為首的中間黨在選舉中再次提出設立「國家安全內閣」的構想。該黨提出一項新政策方案，旨在通過設立國家安全內閣來有效執行和平與安全政策。根據該方案，還將成立一個規劃與諮詢委員會，其主席由總理任命，並設立專業、小規模的工作小組來處理相關專業領域。建議內閣成員固定包括總理、副總理、國防、外交及財政部門負責人，還有國防軍總參謀長、國家安全局局長、總理軍事秘書及其他依需求參與的國家代表。國家安全內閣的成立目的是為政府提供專業、客觀的諮詢機構，評估局勢、提出方案、制定政策方向，並檢討政府及軍隊的行動方式。
實際上，該機構的成立依據《2001年政府法》第6條，其中規定：「政府設立國家安全事務部長委員會，其成員包括總理（擔任主席）、副總理（如有任命）、國防部長、司法部長、外交部長、內政安全部長及財政部長」。該法律還規定：「政府可根據總理建議，增加委員會成員，但成員數不得超過政府成員的一半。」
關於委員會的職責範圍，政府決議如下：
1. 委員會討論安全、外交及定居問題。
2. 會議議程及參與者由總理與指定部長協商後決定。
3. 指定部長在決策前可要求將委員會討論的議題提交至內閣全體會議進行討論與表決。然而，若總理與該部長協商後認為當前情勢需要立即決策或存在其他特殊情況，則可在委員會內直接作出裁決。

### 安全內閣在第二次黎巴嫩戰爭的失敗
在第二次黎巴嫩戰爭期間，安全內閣的主要職責是制定並引領以色列的戰爭政策。然而，該內閣當時由12名成員組成，其表現遭到批評，尤其是在「維諾格拉德委員會」的中期報告中，被指責為在緊急狀態下嚴重失職。
2006年7月12日，以色列政府決議成立一個名為「七人小組」的小型委員會，由內閣成員組成，其任務是針對戰爭中的具體事務作出決策。
在戰爭期間，「七人小組」的成員包括：總理艾胡德·奧爾默特、代理總理兼外交部長齊皮·利夫尼、國防部長阿米爾·佩雷茲、副總理兼內蓋夫與加利利地區發展部長希蒙·佩雷斯、副總理兼交通部長沙烏勒·莫法茲、副總理兼工業貿易與勞動部長埃利·伊沙伊，以及內政安全部長阿維·迪希特。
該小組的職責是作出具體的作戰決策，而戰略性政策決策則仍由擴大內閣討論與決定。然而，「七人小組」以及整個安全內閣的作用與效率，在後來的維諾格拉德委員會報告中被認為極其有限甚至多餘。
摘錄自「維諾格拉德委員會」報告：
「這個小型政策討論小組本應成為一個高度機密的核心論壇，由資深政治與安全領域專家組成，涵蓋聯合政府的重要元素，進行深入的討論，以評估局勢並制定後續行動計劃。然而，在戰爭中最關鍵的時期，我們發現根本沒有一個能夠提供總理與高級部長自由交流、開誠布公討論的論壇。這種機制的缺失導致了錯誤的戰略規劃，即使成立『七人小組』的初衷良好，但其潛力未被充分發揮。」——「維諾格拉德委員會」中期報告，2007年4月，第七章，結論，第126頁，第76–78段
報告還指出，即便以色列法律並未明確規範內閣的權責與工作模式，但在重大危機中，安全內閣本應作為執行機構的核心。然而，該內閣未能履行其責任，成員們並未展現出積極創新的思考，也未對總理的決策形成有效挑戰。
此外，批評者認為，內閣成員在決策過程中未能拋開政治、組織及個人利益，反而成為總理的「橡皮圖章」。這種不負責任的行為讓真正掌控戰爭的少數人——總理、國防部長與總參謀長——能按照自己的意圖主導整場戰爭。

### 第二次黎巴嫩戰爭後的安全內閣
若干安全事件（如加沙船隊衝突）引發對內閣決策方式的批評。這些決策常被認為是脫離國家安全內閣討論而作出的，且其影響已超越單純的安全領域。
而在2014年加沙戰爭，國家審計官的報告特別提及內閣在行動期間的決策流程及成員更新與簡報的不足。
2016年6月，由於時任總理本雅明·內塔尼亞胡與內閣部長納夫塔利·貝內特之間的政治危機（圍繞貝內特要求任命軍事秘書協助內閣決策），政府成立一個特別委員會。該委員會由雅各布·阿米德羅爾、約哈南·盧克和約瑟夫·查哈諾夫爾組成，主要負責內閣信息傳遞、內閣權責以及與以色列國防軍總部的協作相關事宜。
2017年5月，內閣正式採納該委員會的建議。
2018年4月30日，以色列議會通過《基本法：政府》修正案，授權安全內閣宣布戰爭或批准可能高度導致戰爭的行動。此前，這項權力歸屬於整體內閣。修正案同時規定，在無法召開內閣會議的情況下，總理與國防部長可單獨作出戰爭相關決定。然而，該修正案於2018年7月17日被廢止，新的規定要求內閣盡可能多的成員參與投票，才能做出涉及戰爭的決定。
2019年，安全內閣決議成立國家安全投資顧問委員會，專門負責審查外國投資涉及的國家安全問題。
在2023年哈馬斯襲擊以色列中，政府授權安全內閣成立戰時內閣，並決定其成員及職責。根據內閣的決議，戰時內閣成員包括總理班內塔尼亞胡、國防部長約阿夫·加蘭特、部長本尼·甘茨
此外，兩位觀察員為部長羅恩·德默與部長加迪·艾森科特。

## 安全內閣的權限
1. 處理以色列的國家安全事務，安全內閣負責審議並處理所有與國家安全相關的重要議題。
2. 批准戰爭或重大軍事行動的決策，若軍事行動可能極有可能導致戰爭，安全內閣擁有批准該行動的權力。該權限僅在總理認為，基於國家安全或外交關係的原因（包括涉及高度機密的情況），將權力交由安全內閣行使而非整體內閣是必要的情況下啟動。
3. 以色列的外交關係與政策，審議以色列的外交關係以及相關的政策方向。
4. 國防與情報系統的發展與裝備，批准國防系統及情報機構的發展計劃與裝備計劃。
5. 國防系統與政策的相關事宜，包括以色列國防軍的結構、部署、戰備、裝備，以及國防系統中的研究與發展。安全內閣還負責每年的國家情報評估報告及其後續追蹤。
6. 情報、外交、軍事與安全行動的資訊獲取，安全內閣成員會定期獲取與情報、外交事務、軍事與安全行動相關的資訊。
7. 指導和協調猶大、撒馬利亞與加沙地區的政府行動。
8. 其他總理認為應由安全內閣審議的事項，對於特定情況下總理認為需要由安全內閣審議的其他事宜，委員會將負責討論與決策。

### 決策的法律效力
安全內閣的決策不允許提交內閣覆議，其效力等同於內閣決議，具有法律約束力。